# 孔洞村古建筑群
孔洞村古建筑群，位于中国广东省肇庆市怀集县凤岗镇孔洞村，为怀集县的一个县级文物保护单位，类型为古建筑，公布时间为2004年。
孔洞村古建筑群的历史年代为清代。